# Кліренс

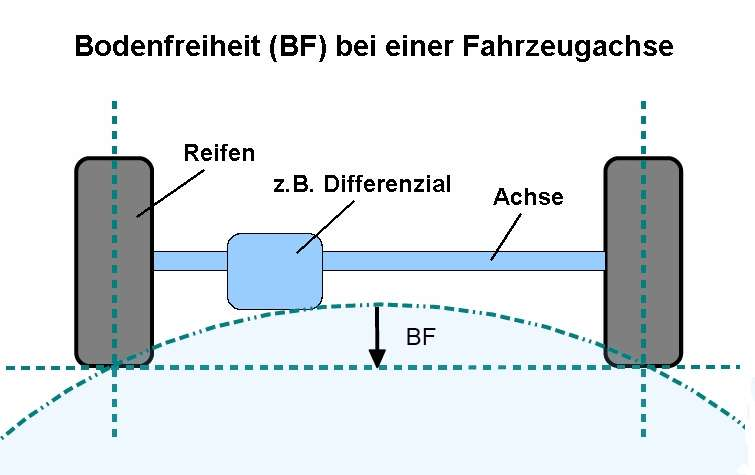
Кліренс

Вплив кліренсу на прохідність. α — кут поздовжньої прохідності

Попереджувальний знак «Low Ground Clearance» про небезпеку проїзду з малим кліренсом за дорожніми стандартами США (Manual on Uniform Traffic Control Devices; MUTCD)

Клі́ренс, або дорожній просвіт (англ. ground clearance) — відстань від поверхні землі до найнижчої точки центральної частини автомобіля, тролейбуса, автобуса, бронетранспортера, танка тощо, не включаючи коліс чи гусениць. Центральна частина автомобіля — простір, симетричний відносно поздовжньої осі, ширина якого становить 80 % від відстані між внутрішніми поверхнями коліс однієї осі.

## Загальний опис
Цей параметр негативно впливає на стійкість проти перевертання (чим вищим є кліренс, тим вище знаходиться і центр мас), позитивно — на прохідність автомобіля та інших засобів пересування, а також, від нього залежить керованість транспортного засобу.
Виходячи з вказаних переваг та недоліків, виробники роблять малий дорожній просвіт на автомобілях, зорієнтованих на рух при високих швидкостях. Разом з тим позашляховики мають великий дорожній просвіт, адже для них головне — прохідність.
Висота стандартного дорожнього бордюру становить близько 16 см. На автомобілях, що мають менший дорожній просвіт, водій повинен брати до уваги можливий ризик пошкодження бампера при поперечному паркуванні.
На автомобілях, облаштованих активною підвіскою розмір дорожнього просвіту можна змінювати. А при збільшенні швидкості руху такі автомобілі автоматично опускаються, зменшуючи дорожній просвіт — це не тільки збільшує стійкість, але й зменшує лобовий опір автомобіля.

## Кліренс деяких транспортних засобів, поширених в Україні
- Лада Калина — 186 мм (160 мм з повним завантаженням)
- Daewoo Lanos — 160 мм
- Hyundai Getz — 160 мм[3] (140 мм[4])
- Renault Logan — 160 мм
- ВАЗ-2110 — 160 мм
- ВАЗ-2114 — 160 мм
- Daewoo Nexia — 155 мм
- Hyundai Accent — 155 мм[5]
- Daewoo Matiz — 150 мм
- Honda Accord Coupe — 150 мм
- Ford Focus — 129 мм
- Тролейбус ЛАЗ Е291 — 125 мм[6]
- Тролейбус SKODA-9Tr − 190 мм